# Alla barnen firar jul
Alla barnen firar jul är Sveriges Radios julkalender 2013. Den är skriven och illustrerad av Johan Unenge och Måns Gahrton.

## Handling
Berättelsen handlar om familjen Svennesson, som bor i en liten hyreslägenhet i Sverige och har 23 barn. Det är december och julen nalkas.

## Medverkande/Skådespelare
| Rollfigur                                | Skådespelare                                  |
| ---------------------------------------- | --------------------------------------------- |
| Pappa Alfred                             | Olof Wretling                                 |
| Mamma Flavia                             | Nour El Refai                                 |
| Socialtjänstemannen Hans Helpman         | Özz Nûjen                                     |
| Fru Kvistling                            | Ulla Skoog                                    |
| Morfar Gustavo                           | Johannes Brost                                |
| Julkalenderns berättarröst               | Jonas Gardell                                 |
| Frans                                    | Marius Öberg Evang                            |
| Isabell                                  | Sigrid Johnson                                |
| Yvette                                   | Omosofe Igbinoke                              |
| Mustafa                                  | Cebrail Yavuz                                 |
| Johan                                    | Bonn Ulving                                   |
| Unni                                     | Alexia Dias Johnson                           |
| René                                     | Osman Ibrahim Abrahim                         |
| Blenda                                   | Julianna Toth                                 |
| Sören                                    | Elmer Gahrton                                 |
| Tuva                                     | Livia Winnerdalen                             |
| Katrin                                   | Doris Wretling                                |
| Javier                                   | Gabriel Flores                                |
| Ludmilla                                 | Zlata Randzhelova                             |
| Desirée                                  | Emmy Olsson Decuigniere                       |
| Lukas                                    | Edvin Ryding                                  |
| Kim So                                   | Linnéa Samec                                  |
| Bill                                     | Lucas Moberg                                  |
| Gert                                     | Edvin Lilja                                   |
| Ellinor                                  | Leia Sirén                                    |
| Ali                                      | Ismael Schönström                             |
| Jorma                                    | Mark Ryan                                     |
| Evita                                    | Elvira Andersson                              |
| Tor                                      | Bertil Parkrud                                |
| Resuméer och avannonseringar             | Stella Söderberg                              |
| En barnvakt                              | William Spetz                                 |
| Demonstarationspersonal på stormarknaden | Annika Lantz, Linnea Wikblad och Kodjo Akolor |
| Stormarknadens högtalarröst              | Lotta Bromé                                   |

Bakom kulisserna:
- Författare: Måns Gahrton och Johan Unenge
- Illustratör: Johan Unenge
- Regissör: Camilla van der Meer Söderberg
- Regisassistent och produktionsledare: Lena Öberg
- Tekniker: Lena Samuelsson
- Producent: Fredrik Olsson

## Papperskalender
Årets papperskalender ritades av Johan Unenge och föreställer två barn som drar 24 pulkor med varsin lucka. Till vänster ser ett äldre par på från bakom en julgran. På kalenderns baksida finns lite olika julpyssel.

### Fotnoter
1. ↑  ”Alla barnen firar jul”. Svensk mediedatabas. 26 februari 2013. http://smdb.kb.se/catalog/search?q=%22Alla+barnen+firar+jul%22+typ%3Aradio&sort=OLDEST. Läst 15 maj 2015.